# Zastava 750

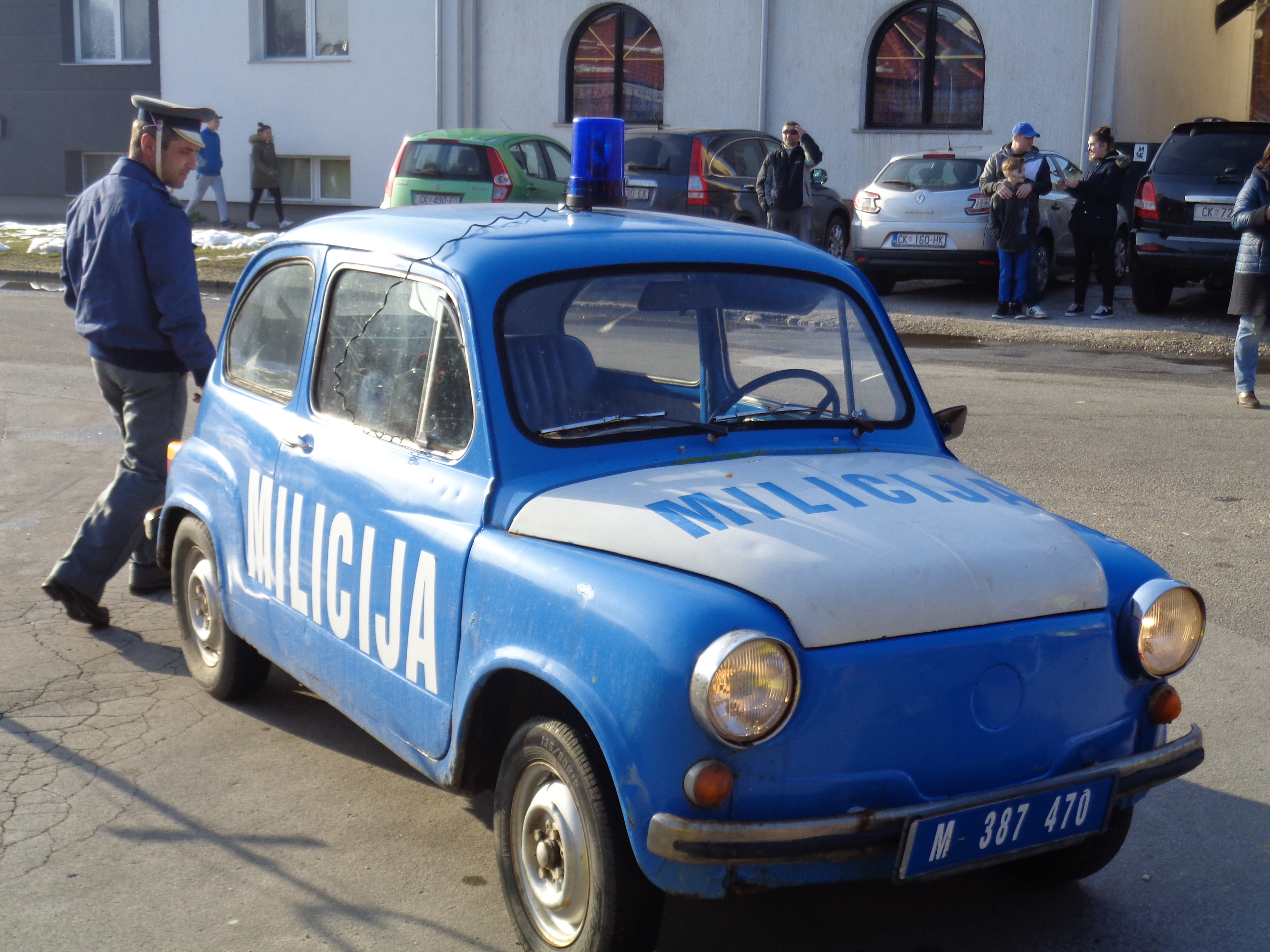
Viatura policial iugoslava Zastava 750

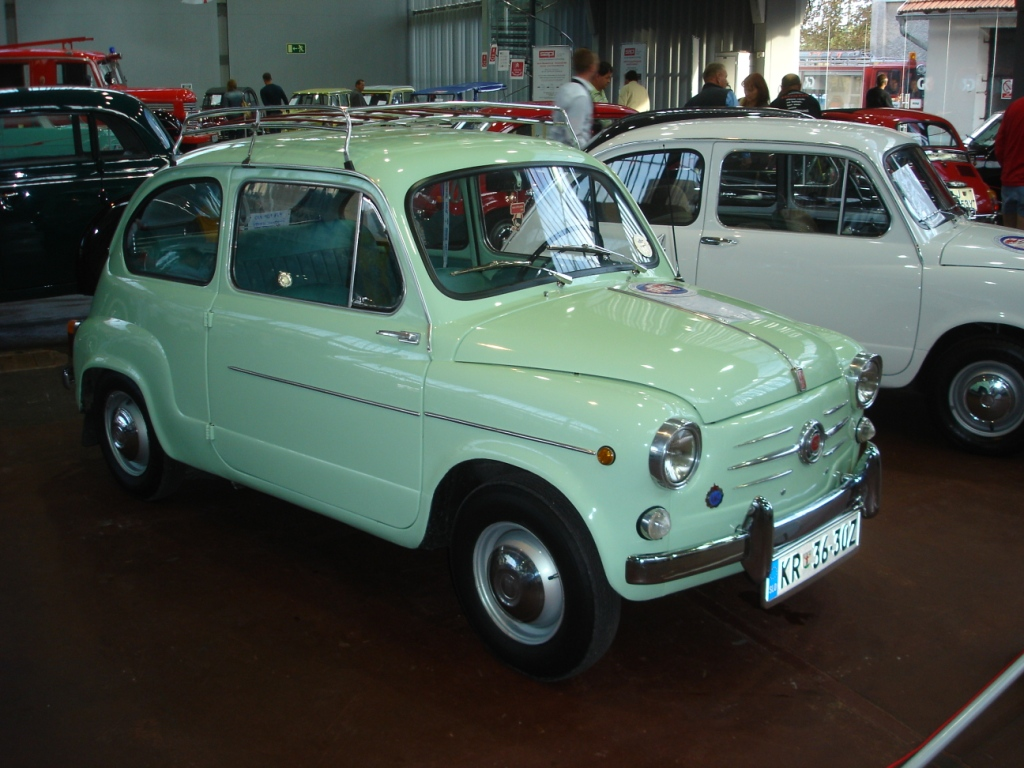
Zastava 750 (versão pré-1969 com portas suicidas)

O Zastava 750 (Застава 750) foi um automóvel fabricado pela montadora sérvia Zavod Crvena Zastava em Kragujevac. Era uma versão do Fiat 600 fabricada sob licença a partir de 1962 e era um pouco mais longa que a versão Fiat. O Zastava 750 tem motor de 767 cc, que produz 25 cv. O 750 SE mais potente tem 30 cv a 5.400 rpm e torque de 52 N⋅m a 3.600 rpm. É o menor carro já fabricado pela Zastava. Mais tarde, durante a produção, em 1980, o Zastava 850 foi lançado. É quase idêntico ao Zastava 750, mas o motor tinha maior capacidade. O Zastava 850 é mais difícil de encontrar do que o modelo 750, mas ambos ainda estão amplamente disponíveis na ex-Iugoslávia.
O Zastava 750 é amplamente conhecido pelo seu apelido "Fića" (Фићa) em sérvio, "Fićo" em bósnio e croata, por "Fičo" ou "Fičko" em esloveno e por "Fikjo" (Фиќо) em macedônio. O apelido "Fića" vem do personagem principal de uma história em quadrinhos publicada pelo jornal Borba durante os primeiros anos de produção do carro.

## Desenvolvimento
O Zastava 600, produzido na Iugoslávia, era uma versão do Fiat 600 produzida sob licença. A produção de carros com o emblema Fiat começou em 1955, e o modelo foi atualizado com um motor maior em setembro de 1960. Recebeu o nome Zastava 750 em 1962. O 750 manteve portas suicidas frontais (com dobradiças traseiras) até 1969. Mais tarde recebeu faróis dianteiros maiores, freios com ajuste automático, cintos de segurança, interior ligeiramente melhorado e muitas outras pequenas melhorias. O Zastava 850 posterior teve muitas melhorias em relação ao modelo original, mas manteve o mesmo estilo de carroceria do 600. O 750 usava um motor de 767 cc de 25 cv (30 cv no 750 SE), enquanto o 850 recebia uma versão de 848 cc fornecendo 32 cv e uma quantidade útil de torque extra.
A produção do Zastava 750 terminou em 18 de novembro de 1985. A popularidade do carro começou a aumentar nos últimos anos, em parte devido ao baixo consumo de combustível e ao preço muito barato como veículo usado. Também está começando a se tornar um símbolo de nostalgia, e muitos jovens que precisam de um veículo utilitário barato com um símbolo de status boêmio estão comprando este carro como veículo usado. Por causa disso, os preços subiram nos últimos anos e surgiram muitos fã-clubes.

## Montagem na Colômbia
O Zastava 750 também foi montado na Colômbia – ao lado de uma variedade de Jeep americanos e também de outros modelos da Fiat – pela Leonidas Lara (C.C.A.) em Bogotá. Foi vendido na Colômbia como "Fiat 750Z", de 1977 a 1984. O 750Z foi produzidos em números comparativamente grandes durante os primeiros três anos, após os quais a produção desacelerou consideravelmente. Isto deveu-se ao fato de a CCA se ter tornado subsidiária local da Mazda, favorecendo a produção dos carros japoneses mais rentáveis.